# Замок Бамборо
Ба́мборо (англ. Bamburgh) — замок на севере Англии в графстве Нортумберленд, недалеко от южных границ Шотландии.

## История замка

### Ранняя история
Первые упоминания о местности относятся к 547 году. В летописях говорится, что в этот год Ида, правитель Берниции и король англов, перенёс столицу королевства на место нынешнего Бамборо. С течением времени англы поработили соседние кельтские племена и подчинили себе королевства Катраэт и Регед (современная Камбрия). Расцвет Берниции пришёлся на 603 год, когда Этельфрит, внук Иды, присоединил к своим владениям королевство Дейра и таким образом стал королём объединённого королевства Нортумбрия, границы которого простирались почти на треть острова.
Этельфрит подарил укрепление в Бамборо своей жене Беббе, назвав крепость в её честь Беббанбург. В VII веке Бамборо выглядел совершенно иначе, нежели сейчас. Беда Достопочтенный описывал Бамборо как обнесённую частоколом деревянную крепость.

### Де Моубрей

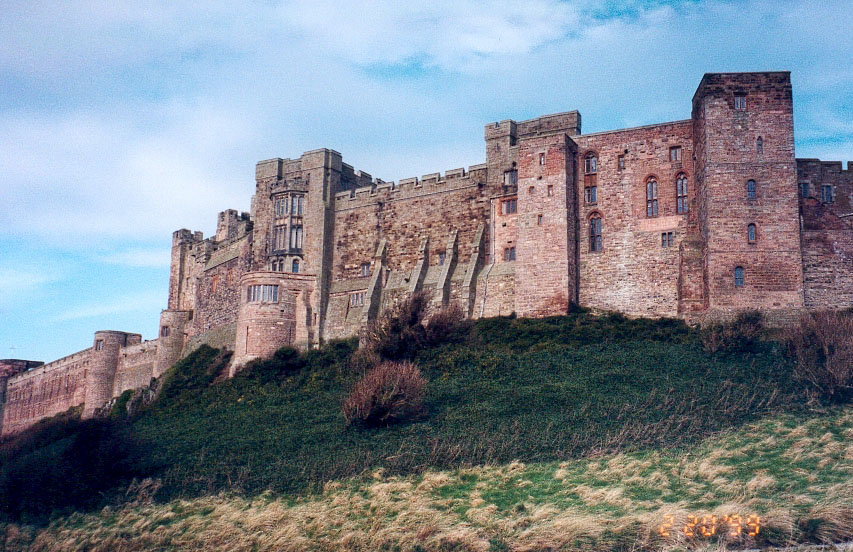
Бамборо

В начале XI века замок принадлежал графской семье, которая управляла Нортумберлендом вплоть до начала норманнского завоевания и некоторое время пыталась противостоять Вильгельму Завоевателю. Впоследствии, вместе с графским титулом, замок перешёл в собственность Роберта де Моубрея, который выстроил Бамборо из камня.
В 1095 году Роберт де Моубрей присоединился к восстанию против Вильгельма II, и король осадил Бамбург. Вильгельму удалось пленить Роберта, однако гарнизон замка под предводительством его жены Матильды продолжал обороняться. Она отдала приказ сдать замок лишь после того, как Вильгельм пригрозил ослепить её мужа.

### Война Алой и Белой розы
В 1464 году во время Войны Алой и Белой розы замок на 9 месяцев был осаждён Ричардом Невиллом, 16-м графом Уорика. Войска графа, впервые в военной истории Англии, обстреляли Бамбург артиллерийским огнём, в результате чего он был сильно повреждён. Попытки отреставрировать замок были предприняты последующими владельцами в начале XVII и XVIII веков.

### Современная история
В 1894 году замок купил английский промышленник Уильям Армстронг и завершил работы по восстановлению замка, превратив его в личную резиденцию и музей. С 1960-х годов на территории замка ведутся археологические работы. В 2020 году британские археологи обнаружили фундамент необычного круглого здания диаметром от 12 до 20 метров. У ученых пока нет единого мнения относительно возраста здания. Одни считают, что сооружение было возведено на раннем этапе оккупации Британии римлянами. Противники этой гипотезы уверяют, что здание было построено на завершающем этапе римской оккупации, однако обе стороны сходятся в том, что дом построили именно римляне около 2000 лет назад.

## В литературе
В серии романов английского писателя Бернарда Корнуэлла «Саксонские хроники», главный герой серии Утред Беббанбургский является олдерменом (хозяином) замка Беббанбург — староанглийское название Бамборо. Создателям экранизации цикла «Последнее королевство» (2015—2022), опиравшимся на археологические данные и описание историка Беды, с помощью компьютерной графики удалось в точности воспроизвести раннесредневековый облик деревянной крепости.